# Claraboia

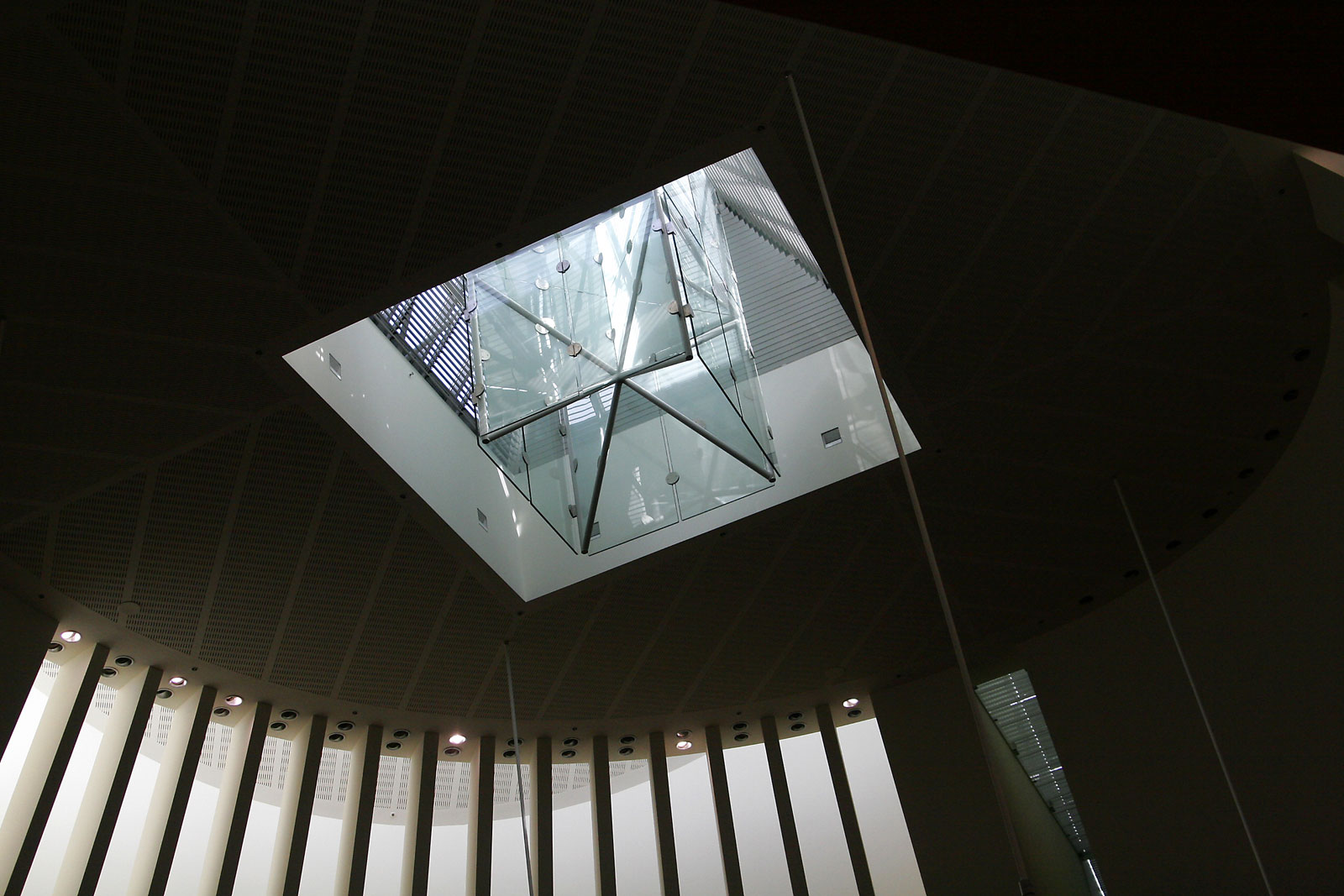
Una claraboia

Una claraboia, lluerna o lluernera és una finestra situada al sostre o a la part superior d'una paret i que s'utilitza per a donar llum natural a una estança. Situada al sostre la il·luminació és molt superior a la d'una finestra convencional. Per això no és estrany de trobar claraboies de petites dimensions.
Quan se situa alta, que sobresurt per damunt la teulada, rep el nom de cimbori.
També hi ha altres sistemes, com els tubs de llum o claraboies tubulars, que permeten de portar llum solar a cambres que no estan situades just a sota del sostre.